# Van Jonge Leu en Oale Groond
Van Jonge Leu en Oale Groond (Over jonge mensen en oude grond) is een Twentse soapserie die in opdracht van RTV Oost door NL Film & TV werd geproduceerd. De regie van de eerste serie was in handen van Johan Nijenhuis, Steven de Jong, Geert Lautenschutz, Jan van den Nieuwenhuijzen en Jan Albert de Weerd. De verhaallijnen waren van Ingrid van den Heuvel. Herman Finkers, die zelf ook meespeelde, bewerkte het script naar Twentse taal en geest. Het oorspronkelijke script was in het Nederlands, naar een idee van Nijenhuis, Van den Heuvel en Finkers. De dertig afleveringen werden wekelijks uitgezonden door RTV Oost. De serie geniet grote bekendheid in de regio Overijssel.

## Ontstaan
De eerste aflevering op zondag 2 oktober 2005 trok 300.000 kijkers, later werd weleens een aantal van 375.000 gehaald. Ondernemers uit de regio, onder andere Wehkamp, Grolsch en Bolletje, sponsorden de productie.
In augustus 2006 werden de opnames van het tweede seizoen van 24 afleveringen afgerond. Dit deel, waar Herman Finkers (op een laatste scène na) niet meer bij betrokken was, werd vanaf 8 oktober 2006 door RTV Oost uitgezonden. De Twentse vertaling van de dialogen was deze keer in handen van Goaitsen van der Vliet.
In de zomer van 2007 werd een derde seizoen van 24 afleveringen opgenomen. Voor de Twentse vertaling van de dialogen tekende deze keer Laurens ten Den, die in de serie Hein Bode speelt. Het derde seizoen werd vanaf 4 november 2007 door RTV Oost uitgezonden.
De opnames voor het vierde seizoen vonden plaats in augustus/september 2008. Vanaf 2 november 2008 wordt seizoen  vier van de serie in wekelijkse afleveringen uitgezonden door TV Oost. Na het vierde seizoen is Van Jonge Leu en Oale Groond gestopt. Volgens RTV Oost directeur Everts wegens tekortschietende financiering.
Ook Omroep Gelderland, RTV Noord-Holland, RTV Utrecht, RTV Drenthe en RTV Noord hebben de serie uitgezonden. Vanaf 21 mei 2007 waren de afleveringen van het eerste seizoen dagelijks te zien op Nederland 2. In mei 2008 vertoonde de KRO op deze zender ook het tweede seizoen.
De seizoenen 1, 2, 3 en 4 zijn verkrijgbaar op dvd. Van het eerste seizoen is een boek verschenen met daarin het verhaal in romanvorm.
In 2015 was het tien jaar geleden dat het eerste seizoen van Van Jonge Leu en Oale Groond werd uitgezonden door RTV Oost. Op 4 oktober van dat jaar was er een fandag met 300 bezoekers en veel hoofdrolspelers in de Twentse plaats Beuningen. Bezoekers konden die dag verschillende filmlocaties bezoeken waar ook acteurs aanwezig waren. RTV Oost kwam met een herhaling van het eerste seizoen.

## Scenario
In de serie staat de familie Wildspieker centraal. Vader Wildspieker komt te overlijden en moeder Minie staat er op de boerderij alleen voor. Dochter Fenna, moeder van Zilver, besluit na een gebroken relatie om, in eerste instantie met gepaste tegenzin, bij haar moeder in te trekken. Fenna ontdekt waarom ze Twente in haar jeugd de rug toe heeft gekeerd. Broer Alwie (getrouwd met Patricia) heeft zo zijn eigen, financiële, problemen en de jongste zus Monkie staat als sportlerares en voetbaltrainer centraal tussen de jeugd.
Bevriend met de Wildspiekers is de gefortuneerde familie Bode, bestaande uit vader Hein, moeder Lineke en de tweeling Elvis en Janis. Roos is een vriendin van Elvis en Janis, zij krijgt later ook een relatie met Elvis. De vrijgezelle broers Mans en Gerrit (Gait) Olde Weernink spelen ook een grote rol in de serie, zij zijn de noabers (buren) van de familie Wildspieker.
De serie speelt zich af in het fictieve Twentse dorp Dinkelo.
Een van de belangrijkste aspecten van de regiosoap is het gebruik van plaatselijke dialecten. Zo komt er naast het Twents onder andere ook Gronings en Achterhoeks voor in de soap. In Twente wordt, met name door ouderen, nog steeds Twents gesproken.

## Seizoen 1
In het eerste seizoen wordt het rustige familieleven van de familie Wildspieker verstoord na de dood van Hendrik Wildspieker. Weduwe Minie Wildspieker heeft last van reuma en kan steeds minder op de boerderij. Zoon Alwie helpt al veel, maar diens vrouw Patricia is het zat. Zij wil dat Minie naar een zorgcentrum gaat en de boerderij verkopen. Aanvankelijk wordt hiertoe ook besloten door Alwie en zijn zussen Fenna en Monkie. Een nieuwe situatie ontstaat als Fenna met dochter Zilver op de boerderij komt wonen. Zij heeft geen andere keus wanneer haar ex Jaap boven haar wordt verkozen op een belangrijke positie bij de krant en zij als journalist correspondent voor Twente kan worden.

## Personages

### Familie Wildspieker
|                                 |                                 |                                 |                                 |                                 |                                 | Onbekend                        | Onbekend                        | Onbekend                        | Onbekend                        | Onbekend                         | Onbekend                         |                                  |                                  |                                  |                                  |                                 |                                 | Onbekend                         | Onbekend                         | Onbekend                         | Onbekend                         | Onbekend                         | Onbekend                         |  |  |                                        |                                        |                                        |                                        |                                        |                                        |                                      |                                      |                                               |                                               |                                               |                                               |                                                         |                                                         |                                                         |                                                         |                                                         |                                                         |                            |                            |                            |                            |
|                                 |                                 |                                 |                                 |                                 |                                 | Onbekend                        | Onbekend                        | Onbekend                        | Onbekend                        | Onbekend                         | Onbekend                         |                                  |                                  |                                  |                                  |                                 |                                 | Onbekend                         | Onbekend                         | Onbekend                         | Onbekend                         | Onbekend                         | Onbekend                         |  |  |                                        |                                        |                                        |                                        |                                        |                                        |                                      |                                      |                                               |                                               |                                               |                                               |                                                         |                                                         |                                                         |                                                         |                                                         |                                                         |                            |                            |                            |                            |
|                                 |                                 |                                 |                                 |                                 |                                 |                                 |                                 |                                 |                                 |                                  |                                  |                                  |                                  |                                  |                                  |                                 |                                 |                                  |                                  |                                  |                                  |                                  |                                  |  |  |                                        |                                        |                                        |                                        |                                        |                                        |                                      |                                      |                                               |                                               |                                               |                                               |                                                         |                                                         |                                                         |                                                         |                                                         |                                                         |                            |                            |                            |                            |
|                                 |                                 |                                 |                                 |                                 |                                 |                                 |                                 |                                 |                                 |                                  |                                  |                                  |                                  |                                  |                                  |                                 |                                 |                                  |                                  |                                  |                                  |                                  |                                  |  |  |                                        |                                        |                                        |                                        |                                        |                                        |                                      |                                      |                                               |                                               |                                               |                                               |                                                         |                                                         |                                                         |                                                         |                                                         |                                                         |                            |                            |                            |                            |
| Willem Venterink Johan Kenkhuis | Willem Venterink Johan Kenkhuis | Willem Venterink Johan Kenkhuis | Willem Venterink Johan Kenkhuis | Willem Venterink Johan Kenkhuis | Willem Venterink Johan Kenkhuis |                                 |                                 | Leida Venterink Willy Warmink   | Leida Venterink Willy Warmink   | Leida Venterink Willy Warmink    | Leida Venterink Willy Warmink    | Leida Venterink Willy Warmink    | Leida Venterink Willy Warmink    |                                  |                                  | Hendrik Wildspieker Jan Roerink | Hendrik Wildspieker Jan Roerink | Hendrik Wildspieker Jan Roerink  | Hendrik Wildspieker Jan Roerink  | Hendrik Wildspieker Jan Roerink  | Hendrik Wildspieker Jan Roerink  |                                  |                                  |  |  |                                        |                                        | Minie Wildspieker Marietje Noordkamp   | Minie Wildspieker Marietje Noordkamp   | Minie Wildspieker Marietje Noordkamp   | Minie Wildspieker Marietje Noordkamp   | Minie Wildspieker Marietje Noordkamp | Minie Wildspieker Marietje Noordkamp |                                               |                                               |                                               |                                               |                                                         |                                                         |                                                         |                                                         |                                                         |                                                         |                            |                            |                            |                            |
| Willem Venterink Johan Kenkhuis | Willem Venterink Johan Kenkhuis | Willem Venterink Johan Kenkhuis | Willem Venterink Johan Kenkhuis | Willem Venterink Johan Kenkhuis | Willem Venterink Johan Kenkhuis |                                 |                                 | Leida Venterink Willy Warmink   | Leida Venterink Willy Warmink   | Leida Venterink Willy Warmink    | Leida Venterink Willy Warmink    | Leida Venterink Willy Warmink    | Leida Venterink Willy Warmink    |                                  |                                  | Hendrik Wildspieker Jan Roerink | Hendrik Wildspieker Jan Roerink | Hendrik Wildspieker Jan Roerink  | Hendrik Wildspieker Jan Roerink  | Hendrik Wildspieker Jan Roerink  | Hendrik Wildspieker Jan Roerink  |                                  |                                  |  |  |                                        |                                        | Minie Wildspieker Marietje Noordkamp   | Minie Wildspieker Marietje Noordkamp   | Minie Wildspieker Marietje Noordkamp   | Minie Wildspieker Marietje Noordkamp   | Minie Wildspieker Marietje Noordkamp | Minie Wildspieker Marietje Noordkamp |                                               |                                               |                                               |                                               |                                                         |                                                         |                                                         |                                                         |                                                         |                                                         |                            |                            |                            |                            |
|                                 |                                 |                                 |                                 |                                 |                                 |                                 |                                 |                                 |                                 |                                  |                                  |                                  |                                  |                                  |                                  |                                 |                                 |                                  |                                  |                                  |                                  |                                  |                                  |  |  |                                        |                                        |                                        |                                        |                                        |                                        |                                      |                                      |                                               |                                               |                                               |                                               |                                                         |                                                         |                                                         |                                                         |                                                         |                                                         |                            |                            |                            |                            |
|                                 |                                 |                                 |                                 |                                 |                                 |                                 |                                 |                                 |                                 |                                  |                                  |                                  |                                  |                                  |                                  |                                 |                                 |                                  |                                  |                                  |                                  |                                  |                                  |  |  |                                        |                                        |                                        |                                        |                                        |                                        |                                      |                                      |                                               |                                               |                                               |                                               |                                                         |                                                         |                                                         |                                                         |                                                         |                                                         |                            |                            |                            |                            |
|                                 |                                 | Jaap Oosterveld Hugo Maerten    | Jaap Oosterveld Hugo Maerten    | Jaap Oosterveld Hugo Maerten    | Jaap Oosterveld Hugo Maerten    | Jaap Oosterveld Hugo Maerten    | Jaap Oosterveld Hugo Maerten    |                                 |                                 | Fenna Wildspieker Diet Gerritsen | Fenna Wildspieker Diet Gerritsen | Fenna Wildspieker Diet Gerritsen | Fenna Wildspieker Diet Gerritsen | Fenna Wildspieker Diet Gerritsen | Fenna Wildspieker Diet Gerritsen |                                 |                                 | Alwie Wildspieker Arthur Geesing | Alwie Wildspieker Arthur Geesing | Alwie Wildspieker Arthur Geesing | Alwie Wildspieker Arthur Geesing | Alwie Wildspieker Arthur Geesing | Alwie Wildspieker Arthur Geesing |  |  | Patricia Wildspieker Evelien Harberink | Patricia Wildspieker Evelien Harberink | Patricia Wildspieker Evelien Harberink | Patricia Wildspieker Evelien Harberink | Patricia Wildspieker Evelien Harberink | Patricia Wildspieker Evelien Harberink |                                      |                                      | Monique (Monkie) Wildspieker Esther ter Horst | Monique (Monkie) Wildspieker Esther ter Horst | Monique (Monkie) Wildspieker Esther ter Horst | Monique (Monkie) Wildspieker Esther ter Horst | Monique (Monkie) Wildspieker Esther ter Horst           | Monique (Monkie) Wildspieker Esther ter Horst           |                                                         |                                                         | Stefan Bos Wilco Meutstege                              | Stefan Bos Wilco Meutstege                              | Stefan Bos Wilco Meutstege | Stefan Bos Wilco Meutstege | Stefan Bos Wilco Meutstege | Stefan Bos Wilco Meutstege |
|                                 |                                 | Jaap Oosterveld Hugo Maerten    | Jaap Oosterveld Hugo Maerten    | Jaap Oosterveld Hugo Maerten    | Jaap Oosterveld Hugo Maerten    | Jaap Oosterveld Hugo Maerten    | Jaap Oosterveld Hugo Maerten    |                                 |                                 | Fenna Wildspieker Diet Gerritsen | Fenna Wildspieker Diet Gerritsen | Fenna Wildspieker Diet Gerritsen | Fenna Wildspieker Diet Gerritsen | Fenna Wildspieker Diet Gerritsen | Fenna Wildspieker Diet Gerritsen |                                 |                                 | Alwie Wildspieker Arthur Geesing | Alwie Wildspieker Arthur Geesing | Alwie Wildspieker Arthur Geesing | Alwie Wildspieker Arthur Geesing | Alwie Wildspieker Arthur Geesing | Alwie Wildspieker Arthur Geesing |  |  | Patricia Wildspieker Evelien Harberink | Patricia Wildspieker Evelien Harberink | Patricia Wildspieker Evelien Harberink | Patricia Wildspieker Evelien Harberink | Patricia Wildspieker Evelien Harberink | Patricia Wildspieker Evelien Harberink |                                      |                                      | Monique (Monkie) Wildspieker Esther ter Horst | Monique (Monkie) Wildspieker Esther ter Horst | Monique (Monkie) Wildspieker Esther ter Horst | Monique (Monkie) Wildspieker Esther ter Horst | Monique (Monkie) Wildspieker Esther ter Horst           | Monique (Monkie) Wildspieker Esther ter Horst           |                                                         |                                                         | Stefan Bos Wilco Meutstege                              | Stefan Bos Wilco Meutstege                              | Stefan Bos Wilco Meutstege | Stefan Bos Wilco Meutstege | Stefan Bos Wilco Meutstege | Stefan Bos Wilco Meutstege |
|                                 |                                 |                                 |                                 |                                 |                                 |                                 |                                 |                                 |                                 |                                  |                                  |                                  |                                  |                                  |                                  |                                 |                                 |                                  |                                  |                                  |                                  |                                  |                                  |  |  |                                        |                                        |                                        |                                        |                                        |                                        |                                      |                                      |                                               |                                               |                                               |                                               |                                                         |                                                         |                                                         |                                                         |                                                         |                                                         |                            |                            |                            |                            |
|                                 |                                 |                                 |                                 |                                 |                                 |                                 |                                 |                                 |                                 |                                  |                                  |                                  |                                  |                                  |                                  |                                 |                                 |                                  |                                  |                                  |                                  |                                  |                                  |  |  |                                        |                                        |                                        |                                        |                                        |                                        |                                      |                                      |                                               |                                               |                                               |                                               |                                                         |                                                         |                                                         |                                                         |                                                         |                                                         |                            |                            |                            |                            |
|                                 |                                 |                                 |                                 |                                 |                                 | Zilver Oosterveld Marieke Homma | Zilver Oosterveld Marieke Homma | Zilver Oosterveld Marieke Homma | Zilver Oosterveld Marieke Homma | Zilver Oosterveld Marieke Homma  | Zilver Oosterveld Marieke Homma  |                                  |                                  |                                  |                                  |                                 |                                 | Erik Wildspieker Tom Hallink     | Erik Wildspieker Tom Hallink     | Erik Wildspieker Tom Hallink     | Erik Wildspieker Tom Hallink     | Erik Wildspieker Tom Hallink     | Erik Wildspieker Tom Hallink     |  |  | Annet Wildspieker Tara Kortman         | Annet Wildspieker Tara Kortman         | Annet Wildspieker Tara Kortman         | Annet Wildspieker Tara Kortman         | Annet Wildspieker Tara Kortman         | Annet Wildspieker Tara Kortman         |                                      |                                      |                                               |                                               |                                               |                                               | Hendrik (Hendrikje) Wildspieker Junior Florent van Heel | Hendrik (Hendrikje) Wildspieker Junior Florent van Heel | Hendrik (Hendrikje) Wildspieker Junior Florent van Heel | Hendrik (Hendrikje) Wildspieker Junior Florent van Heel | Hendrik (Hendrikje) Wildspieker Junior Florent van Heel | Hendrik (Hendrikje) Wildspieker Junior Florent van Heel |                            |                            |                            |                            |

### Familie Bode
| Hein Bode Laurens ten Den | Hein Bode Laurens ten Den | Hein Bode Laurens ten Den    | Hein Bode Laurens ten Den    | Hein Bode Laurens ten Den    | Hein Bode Laurens ten Den    |                              |                              |  |  |                          |                          | Lineke Bode Esther Pierweijer | Lineke Bode Esther Pierweijer | Lineke Bode Esther Pierweijer | Lineke Bode Esther Pierweijer | Lineke Bode Esther Pierweijer | Lineke Bode Esther Pierweijer |
| Hein Bode Laurens ten Den | Hein Bode Laurens ten Den | Hein Bode Laurens ten Den    | Hein Bode Laurens ten Den    | Hein Bode Laurens ten Den    | Hein Bode Laurens ten Den    |                              |                              |  |  |                          |                          | Lineke Bode Esther Pierweijer | Lineke Bode Esther Pierweijer | Lineke Bode Esther Pierweijer | Lineke Bode Esther Pierweijer | Lineke Bode Esther Pierweijer | Lineke Bode Esther Pierweijer |
|                           |                           |                              |                              |                              |                              |                              |                              |  |  |                          |                          |                               |                               |                               |                               |                               |                               |
|                           |                           |                              |                              |                              |                              |                              |                              |  |  |                          |                          |                               |                               |                               |                               |                               |                               |
|                           |                           | Janis Bode Michaela Kamphuis | Janis Bode Michaela Kamphuis | Janis Bode Michaela Kamphuis | Janis Bode Michaela Kamphuis | Janis Bode Michaela Kamphuis | Janis Bode Michaela Kamphuis |  |  | Elvis Bode Gerard Bakker | Elvis Bode Gerard Bakker | Elvis Bode Gerard Bakker      | Elvis Bode Gerard Bakker      | Elvis Bode Gerard Bakker      | Elvis Bode Gerard Bakker      |                               |                               |

### Familie Olde Weernink
| Onbekend | Onbekend | Onbekend                                   | Onbekend                                   | Onbekend                                   | Onbekend                                   |                                            |                                            |  |  |                                  |                                  | Onbekend                         | Onbekend                         | Onbekend                         | Onbekend                         | Onbekend                                  | Onbekend |  |  |  |  | Bernhard Scholteboer Bram Hulshof         | Bernhard Scholteboer Bram Hulshof         | Bernhard Scholteboer Bram Hulshof         | Bernhard Scholteboer Bram Hulshof         | Bernhard Scholteboer Bram Hulshof         | Bernhard Scholteboer Bram Hulshof         |
| Onbekend | Onbekend | Onbekend                                   | Onbekend                                   | Onbekend                                   | Onbekend                                   |                                            |                                            |  |  |                                  |                                  | Onbekend                         | Onbekend                         | Onbekend                         | Onbekend                         | Onbekend                                  | Onbekend |  |  |  |  | Bernhard Scholteboer Bram Hulshof         | Bernhard Scholteboer Bram Hulshof         | Bernhard Scholteboer Bram Hulshof         | Bernhard Scholteboer Bram Hulshof         | Bernhard Scholteboer Bram Hulshof         | Bernhard Scholteboer Bram Hulshof         |
|          |          |                                            |                                            |                                            |                                            |                                            |                                            |  |  |                                  |                                  |                                  |                                  |                                  |                                  |                                           |          |  |  |  |  |                                           |                                           |                                           |                                           |                                           |                                           |
|          |          |                                            |                                            |                                            |                                            |                                            |                                            |  |  |                                  |                                  |                                  |                                  |                                  |                                  |                                           |          |  |  |  |  |                                           |                                           |                                           |                                           |                                           |                                           |
|          |          | Gerrit (Gait) Olde Weernink Herman Finkers | Gerrit (Gait) Olde Weernink Herman Finkers | Gerrit (Gait) Olde Weernink Herman Finkers | Gerrit (Gait) Olde Weernink Herman Finkers | Gerrit (Gait) Olde Weernink Herman Finkers | Gerrit (Gait) Olde Weernink Herman Finkers |  |  | Mans Olde Weernink Jan Riesewijk | Mans Olde Weernink Jan Riesewijk | Mans Olde Weernink Jan Riesewijk | Mans Olde Weernink Jan Riesewijk | Mans Olde Weernink Jan Riesewijk | Mans Olde Weernink Jan Riesewijk |                                           |          |  |  |  |  | Maria Olde Weernink Floor-Renee Masselink | Maria Olde Weernink Floor-Renee Masselink | Maria Olde Weernink Floor-Renee Masselink | Maria Olde Weernink Floor-Renee Masselink | Maria Olde Weernink Floor-Renee Masselink | Maria Olde Weernink Floor-Renee Masselink |
|          |          | Gerrit (Gait) Olde Weernink Herman Finkers | Gerrit (Gait) Olde Weernink Herman Finkers | Gerrit (Gait) Olde Weernink Herman Finkers | Gerrit (Gait) Olde Weernink Herman Finkers | Gerrit (Gait) Olde Weernink Herman Finkers | Gerrit (Gait) Olde Weernink Herman Finkers |  |  | Mans Olde Weernink Jan Riesewijk | Mans Olde Weernink Jan Riesewijk | Mans Olde Weernink Jan Riesewijk | Mans Olde Weernink Jan Riesewijk | Mans Olde Weernink Jan Riesewijk | Mans Olde Weernink Jan Riesewijk |                                           |          |  |  |  |  | Maria Olde Weernink Floor-Renee Masselink | Maria Olde Weernink Floor-Renee Masselink | Maria Olde Weernink Floor-Renee Masselink | Maria Olde Weernink Floor-Renee Masselink | Maria Olde Weernink Floor-Renee Masselink | Maria Olde Weernink Floor-Renee Masselink |
|          |          |                                            |                                            |                                            |                                            |                                            |                                            |  |  |                                  |                                  |                                  |                                  |                                  |                                  |                                           |          |  |  |  |  |                                           |                                           |                                           |                                           |                                           |                                           |
|          |          |                                            |                                            |                                            |                                            |                                            |                                            |  |  |                                  |                                  |                                  |                                  |                                  |                                  | Geertje Olde Weernink Mirle Marlou Workel |          |  |  |  |  |                                           |                                           |                                           |                                           |                                           |                                           |

### Overigen
- Faruk Aslan (Gokhan Iyigunler)
- Jens van Bentheim (André Manuel)
- Bredero (Nico Schaap/Guus Dam)
- Egon Davids (Boudewijn Koops)
- Debby Dekkers (Kim Kötter)
- Eva Kroeze (Leonie ter Braak)
- Jordi Hemme (Ramon Lamberink)
- Pascal Hesselink (Tony Minnema)
- Nico Kramer (Joske Olde Monnikhof)
- Timo Nijland (Dennis Scholten)
- Henny Smits (Dirk Stegeman)
- Johnny Schurink (Peter Boes)
- Juf Amber (Claudi Groot Koerkamp)

bron:

## Parodie
In 2009 werd bij RTV Oost de soap Van Domme Leu Op Koale Groond uitgezonden. De afleveringen waren te zien in de weekendeditie van het praatprogramma En Dan Nog Even Dit. In Van Domme Leu spelen naast acteurs uit de originele serie regelmatig ook bekende Nederlanders mee.

### Lijst met afleveringen
- Aflevering 1: Hee leaft nog!
- Aflevering 2: Blief van mie of!
- Aflevering 3: Brommers kiek'n
- Aflevering 4: De Tweelingbreur
- Aflevering 5: Nen bekeandn an 'n kuierdroad
- Aflevering 6: Noe mut 't toch nit anhaaln!
- Aflevering 7: Wat meant 'n dokter!
- Aflevering 8: 'n Echten adonis!
- Aflevering 9: Kats verdwaald!
- Aflevering 10: Advocaatje, leaf ie nog?
- Aflevering 11: 'n Schoer deur de bene
- Aflevering 12: Op de bühne met Bult
- Aflevering 13: Nit hilmoal good wies
- Aflevering 14: De kuierlatten nemmen...
- Aflevering 15: Genog, vrouw Kroeze!
- Aflevering 16: De openbaring...